# Ormtjärnen (Stensele socken, Lappland)
Ormtjärnen är en sjö i Storumans kommun i Lappland och ingår i Umeälvens huvudavrinningsområde.